# Santuario del Santo Cristo
El santuario del Santo Cristo es una iglesia del municipio de Balaguer (provincia de Lérida, España), protegida como bien cultural de interés local.

## Descripción
En el interior de este real santuario se puede ver una nave central con capillas laterales. Del altar mayor surgen unas escaleras hasta donde está la imagen del Santo Cristo, copia de 1947 de la imagen gótica que se perdió en la Guerra Civil Española. Al lado derecho del altar mayor está la capilla de las hermanas clarisas, donde se guarda la imagen de la Virgen de Almatà, en una de las capillas todavía se pueden ver restos de dicho templo. A los pies se encuentra el coro. En el exterior muestra una fachada, hecha con piedra, que destacaría la relevancia del santuario.

## Historia

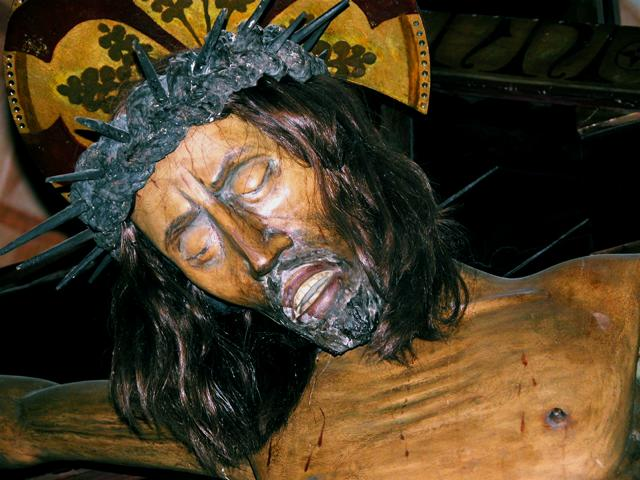
Detalle del Santo Cristo

Fue la antigua mezquita mayor de los moros, parroquia de Balaguer desde la reconquista cristiana, iglesia conventual de las monjas clarisas desde su fundación en Balaguer, el año 1351. Empezó a llamarse del Santo Cristo desde que, el 22 de marzo de 1622, en presencia del rey Felipe IV, de su hermano Carlos, del conde-duque de Olivares y de otros grandes de España, fue trasladada la imagen de la antigua capilla al altar mayor que a tal efecto se acababa de construir, dejando, desde entonces ser la titular de la iglesia de Nuestra Señora de Almatà.
El Santuario del Santo Cristo y el convento son centro receptor de un destacado movimiento de devoción que afluye a visitar la imagen del Cristo. Gracias a los favores reales y a las limosnas populares, ha vivido momentos de esplendor a lo largo de la historia, alternados con períodos de decadencia.
El Santuario fue declarado Basílica menor el 9 de mayo de 2016 por el papa Francisco.